# Johann Hermann von Riedesel
Johann Hermann von Riedesel barone di Eisenbach su Altenburg (1740 – 1785) è stato un viaggiatore diplomatico e ministro tedesco.
Innamorato della Grecia e dell'archeologia. Nel 1762 conosce a Roma Winckelmann con cui instaura un'amicizia. Nel 1766-67 torna in Italia su invito del Winckelmann. In questa occasione gira il sud Italia e la Sicilia inviando i suoi appunti di viaggio all'antiquario. L'anno successivo andrà in Grecia e a Costantinopoli proseguendo nei suoi viaggi europei.
Nel 1771, a Zurigo, presso l'editore Orell, Geßner, Füßlin und Comp., col titolo Reise durch Sizilien und Großgriechenland (Viaggio attraverso la Sicilia e la Magna Grecia) vengono pubblicati gli appunti di Riedesel. L'opera avrà grande successo venendo tradotta in francese e inglese, divenendo un testo fondamentale per coloro che si apprestavano a fare il Grand Tour.
Nel 1773 Federico II di Prussia lo nomina ministro plenipotenziario alla corte di Vienna.
Nel 1785 muore a causa di una caduta da cavallo nel parco di Schönbrunn a Vienna.

## Curiosità

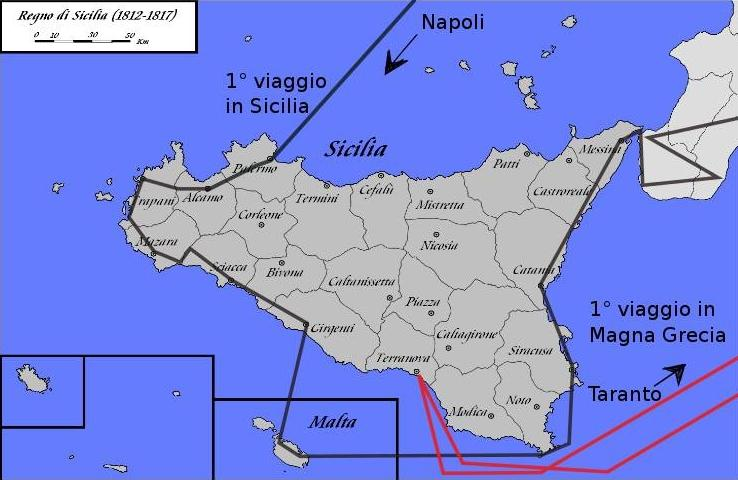
Viaggio in Sicilia di Riedesel

Goethe durante il suo viaggio in Sicilia, nel 1787 cita von Riedesel come suo mentore e guida di viaggio, avendo egli letto il libro in questione. 
(Goethe, Viaggio in Sicilia)

## Opere
- (DE) Reise durch Sicilien und Großgriechenland, Zürich, 1771.
  - (EN) Travels through Sicily and that part of Italy formerly called Magna Græcia. And a tour through Egypt, with An accurate Description of its Cities, and the modern State of the Country, J. R. Forster (trad. dal tedesco), London, 1773.
  - (FR) Voyages en Sicile, dans la Grande Grèce et au Levant par M. le Baron de Riedesel, Paris, 1802.
    -  Viaggio in Sicilia del Signor Barone di Riedesel, Gaetano Sclafani (trad. dal francese), Palermo, 1821.